# Associazione Calcio Cuneo 1905 2005-2006
Questa voce raccoglie le informazioni riguardanti  l'Associazione Calcio Cuneo 1905 nelle competizioni ufficiali della stagione 2005-2006.

## Rosa
| N. |                   | Ruolo | Calciatore           |
| -- | ----------------- | ----- | -------------------- |
|    | Italia (bandiera) | D     | Alessio Barone       |
|    | Italia (bandiera) | P     | Gianluca Binello     |
|    | Italia (bandiera) | D     | Alfio Cantone        |
|    | Italia (bandiera) | D     | Riccardo Chechi      |
|    | Italia (bandiera) | C     | Roberto Cretaz       |
|    | Italia (bandiera) | C     | Marco Cristini       |
|    | Italia (bandiera) | D     | Maurizio Damonte     |
|    | Italia (bandiera) | D     | Marco Didu           |
|    | Italia (bandiera) | A     | Luca Facchetti       |
|    | Italia (bandiera) | D     | Giuseppe Facchinetti |
|    | Italia (bandiera) | C     | Emanuele Ferrari     |
|    | Italia (bandiera) | D     | Gabriele Fornoni     |
|    | Italia (bandiera) | C     | Marco Garavelli      |

| N. |                   | Ruolo | Calciatore             |
| -- | ----------------- | ----- | ---------------------- |
|    | Italia (bandiera) | D     | Tiziano Glauda         |
|    | Italia (bandiera) | C     | Stefano Gusmini        |
|    | Italia (bandiera) | C     | Matteo Longhi          |
|    | Italia (bandiera) | D     | Francesco Madrigano    |
|    | Italia (bandiera) | P     | Cristian Mandrelli     |
|    | Italia (bandiera) | A     | Nicola Minniti         |
|    | Italia (bandiera) | D     | Antonio Pedrocchi      |
|    | Italia (bandiera) | A     | Marco Pierobon         |
|    | Italia (bandiera) | A     | Stefano Pietribiasi    |
|    | Italia (bandiera) | C     | Riccardo Riva          |
|    | Italia (bandiera) | C     | Roberto Russo          |
|    | Italia (bandiera) | C     | Matteo Solari          |
|    | Italia (bandiera) | A     | Adriano Alex Taribello |